# Język Rosyjski (czasopismo)
Język Rosyjski – dwumiesięcznik skierowany do nauczycieli języka rosyjskiego, wydawany od września 1948 do listopada 1990 przez Wydawnictwa Szkolne i Pedagogiczne. Przez cały ten okres ten język obcy był obowiązkowo nauczany w polskich szkołach.

## Historia
- wrzesień 1948 - ukazał się pierwszy numer „Języka Rosyjskiego”. Czasopismo przez cały czas było dwumiesięcznikiem. Pierwszym wydawcą były Państwowe Zakłady Wydawnictw Szkolnych;
- styczeń 1974 - wydawcą zostały Wydawnictwa Szkolne i Pedagogiczne;
- listopad 1990 - ukazał się ostatni numer „Języka Rosyjskiego”;
- styczeń 1991 - dwumiesięcznik został włączony do „Języków Obcych w Szkole” jako osobna wkładka dla nauczycieli języka rosyjskiego. We wrześniu 2000 ta wkładka została włączona do głównego wydania czasopisma.